# Ʉ́
Cette page contient des caractères spéciaux ou non latins. S’ils s’affichent mal (▯, ?, etc.), consultez la page d’aide Unicode.
Ʉ́ (minuscule ʉ́), appelé U barré accent aigu, est une lettre additionnelle qui est utilisée dans l'écriture du arhuaco, du carapana, du cuiba, du desano, du dii, du four, du guambiano, du guayabero, du kenyang, du koonzime, du kogui, du kwanja, du lendu, du lika, du mangbetu, du mayogo, du mfumte, du ngiemboon, du ngomba, du pinyin, du piratapuyo, du tatuyo, du tucano, du tuyuca, du wanano et du yuriti.
Cette lettre est formée d'un Ʉ diacrité par un accent aigu.

## Représentations informatiques
Le U barré accent aigu peut être représenté avec les caractères Unicode suivants :
- décomposé (latin étendu B, alphabet phonétique international, diacritiques)[1],[2],[3] :

| formes    | représentations | chaînes de caractères | points de code | descriptions                                            |
| --------- | --------------- | --------------------- | -------------- | ------------------------------------------------------- |
| capitale  | Ʉ́               | Ʉ◌́                    | U+0244 U+0301  | lettre majuscule latine u barré diacritique accent aigu |
| minuscule | ʉ́               | ʉ◌́                    | U+0289 U+0301  | lettre minuscule latine u barré diacritique accent aigu |